# Androstephium breviflorum
Androstephium breviflorum är en sparrisväxtart som beskrevs av Sereno Watson. Androstephium breviflorum ingår i släktet Androstephium och familjen sparrisväxter. Inga underarter finns listade i Catalogue of Life.